# Pura Kehen

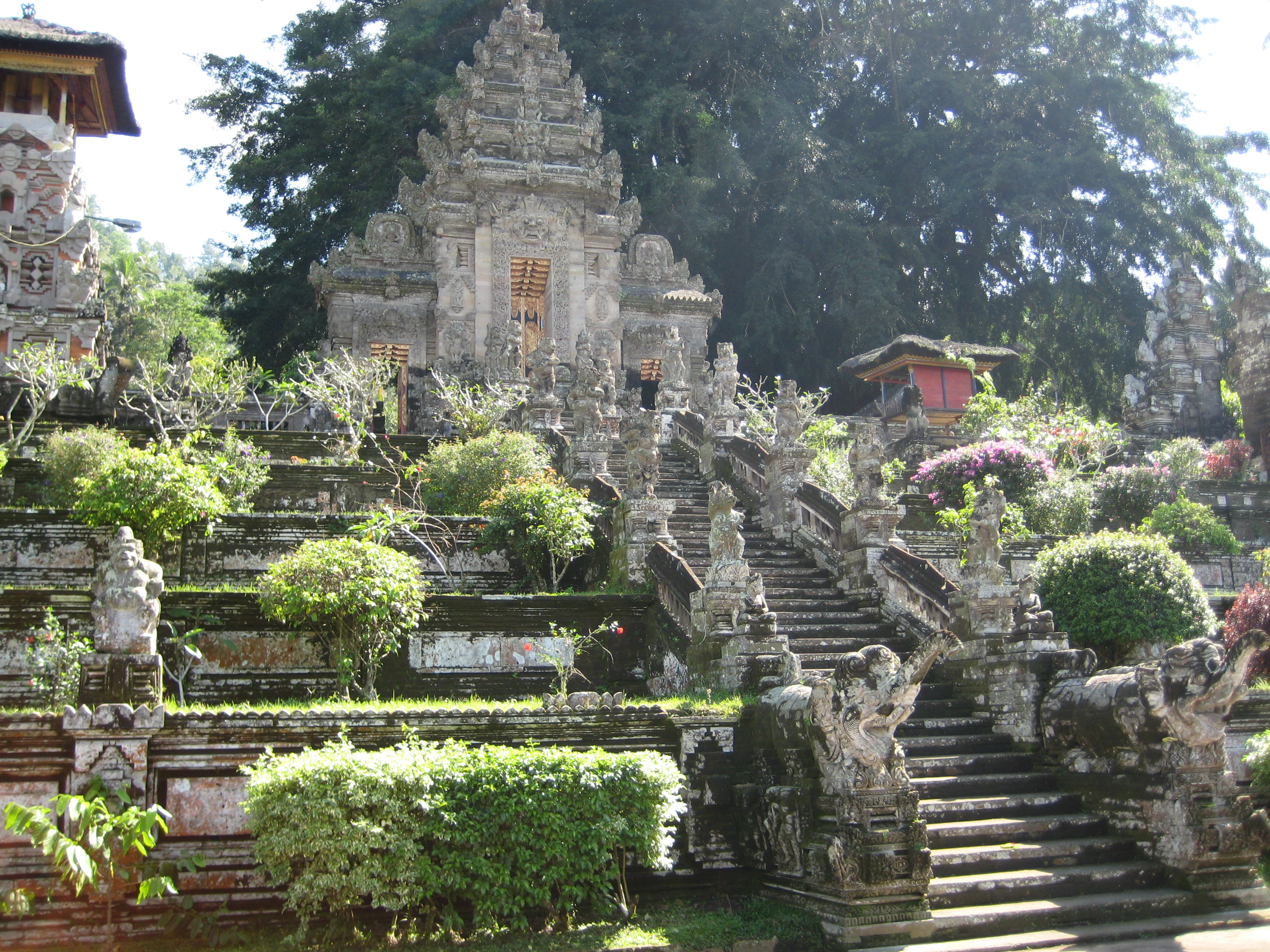
Complexo do templo

Pura Kehen é um templo hindu balinês localizado em Cempaga, Regência de Bangli, em Bali. O templo está situado no sopé de uma colina arborizada, a cerca de 2 km ao norte do centro da cidade. Estabelecido pelo menos no século XIII, Pura Kehen era o templo real do Reino de Bangli, atualmente a Regência de Bangli.

## História
Pura Kehen foi o principal templo da Regência de Bangli. A Regência de Bangli era antigamente o centro de um reino conhecido sob o mesmo nome. O reino de Bangli foi um dos nove reinos de Bali. O nome Bangli deriva de bang giri, que significa "floresta vermelha" ou "montanha vermelha". A Regência de Bangli foi fundada pelo Reino Gelgel da dinastia Majapait.
Pura Kehen foi mencionada três vezes em três inscrições de cobre datadas do final do século IX, do início do século XI e do século XIII. As inscrições em cobre mencionavam o templo sob diferentes nomes. Na inscrição do final do século IX, o templo foi mencionado como Hyang Api ("deus do fogo") pelos brâmanes que mantêm o templo. Na segunda inscrição datada do início do século XI, o templo chamava-se Hyang Kehen; Kehen é derivado da palavra balinesa keren que significa "chama". Neste período, a Pura Hyang Kehen era o templo oficial onde cerimônias de juramento aconteciam para os oficiais reais. Nessas cerimônias, aqueles que são provados infiéis serão submetidos ao terrível sapata ("maldição") para ele, suas famílias e seus descendentes. A cerimônia de juramento foi realizada na frente da figura de Hyang Api ou Hyang Kehen, o deus do fogo Agni.
O templo foi nomeado como Pura Kehen na inscrição do século XIII. Todas as inscrições mencionaram a associação de Pura Kehen com a aldeia de
Bangli.

## Estilo do templo
Três conjuntos de escadas levam os visitantes ao santuário exterior do templo da estrada. A paisagem tem terraços e está decorada com estátuas de pedra representando personagens do épico indiano Ramayana. Três portões marcam a entrada para o santuário exterior (jaba pisan). Os portões centrais são da forma de
paduraksa, o que é incomum, normalmente usado para marcar a entrada no santuário principal interno.